# Hidroelektrarna Česenj
Hidroelektrarna Česenj se nahaja na reki Savi v Ljubljani na Brodu.
Posestnik Ignacij Česenj (rojen 31. julija 1874 v Tacnu), je bil lastnik zemljišča ob Savi na Brodu, kjer je izkoriščal moč vode za mlin in žago. Ker je bil naprednih idej, je padec Save, ki je bil na tem mestu precejšen, izkoristil in zgradil elektrarno. Gradnja elektrarne Česenj se je začela leta 1908 in končala 1910. Tedaj je imela moč 120 kVA. Nova elektrarna je proizvajala izmenični tok in je pokrivala z elektriko naselja Šentvid, Vižmarje, Šmartno in druge okoliške vasi. Mestna elektrarna Ljubljana v tem času ni mogla pokriti potreb Šentvida in naselij pod Šmarno goro, saj je proizvajala enosmerni tok. Potrebe po električni energiji v navedenih krajih so bile velike, saj je bila močno razvita mizarska obrt in sodarstvo. Leta 1900 je bila v Vižmarjih tako ustanovljena mizarska zadruga, katere stroji so delovali s pomočjo lokomotive.
Leta 1914 je bil Ignacij Česenj vpoklican v avstrijsko vojsko, bil v italijanskem ujetništvu na Sardiniji, kjer je 11. januarja 1916 umrl. Vodenje elektrarne je prevzela njegova vdova. Povečala je njeno zmogljivost in nanjo so se priključile še Podgora, Trata, Dravlje, leta 1920 tudi Šiška. Leta 1929 je Ivana Česenj elektrarno temeljito obnovila. Vgradila je dve Francisovi turbini po 514 KM, ki še danes poganjata dva generatorja z močjo 510 kVA in napetostjo 6,3 kV. Temu ustrezni so bili zgrajeni tudi daljnovodi. Leta 1934 je Mestna občina Ljubljana prevzela omrežje Česenj in odkupila vso proizvedeno elektriko. Za to je Mestna elektrarna Ljubljana položila 10 kV kabel od Broda do Slomškove ulice v Ljubljani.
Pred 2. svetovno vojno je Ivana Česenj, ki je bila tudi lastnica opekarne v Gameljnah, ustanovila delniško družbo "Elektrarna Česenj d.d., Brod pri Št. Vidu nad Ljubljano". Po vojni je bila elektrarna nacionalizirana. Dediči so vložili zahtevek za vrnitev, ki pa po 21. letih še ni končan. Ker lastništvo ni razrešeno, se elektrarna ne obnavlja in deluje z enako zmogljivostjo kot leta 1929.
- Iztok iz kanala v Savo
- Detajl
- Detajl